# Bürgerschaftswahl in Hamburg 2001
- SPD: 46
- GAL: 11
- FDP: 6
- CDU: 33
- Schill: 25

- Regierung: 64
- Opposition: 57

Am 23. September 2001 fand die Wahl zur 17. Wahlperiode der Bürgerschaft der Freien und Hansestadt Hamburg (Bürgerschaftswahl) statt. Sie resultierte in der Abwahl der bisherigen rot-grünen Regierungskoalition unter Ortwin Runde und der Bildung einer Koalition aus CDU, FDP und der Partei Rechtsstaatlicher Offensive sowie der erstmaligen Wahl von Ole von Beust zum Ersten Bürgermeister.

## Wahl

### Wahlbeteiligung und einziehende Parteien
Insgesamt waren 1.207.495 Wahlberechtigte aufgerufen. Ihre Stimme gaben 857.868 Wahlberechtigte ab, was einem Anteil von 71,05 % entspricht. 7.200 Stimmen waren ungültig. Somit ergaben sich 850.668 abgegebene gültige Stimmen, die für die Zusammensetzung der 17. Bürgerschaft ausschlaggebend waren.
Die Christlich Demokratische Union (CDU) erzielte mit 26,2 % ein vergleichsweise schwaches Ergebnis. Sie zog mit 33 Abgeordneten in die neue Bürgerschaft ein. Die Partei Rechtsstaatlicher Offensive, die erstmals antrat, erhielt aus dem Stand 19,4 % und 25 Abgeordnetenmandate. Der Freien Demokratischen Partei (FDP) gaben 5,1 % der Wahlberechtigten ihre Stimme. Sie entsandte 6 Abgeordnete in die neue Bürgerschaft. Die drei Parteien bildeten eine Koalition (die so genannte Bürgerkoalition) und waren entsprechend ihrem Ergebnis an der Regierung, dem Hamburger Senat (so genannter Bürgersenat), beteiligt.
Die bislang allein bzw. mit verschiedenen Koalitionspartnern seit 1957 regierende Sozialdemokratische Partei Deutschlands (SPD) verlor die Wahl. Sie erzielte jedoch im Vergleich zur vorangegangenen Wahl 1997 einen kleinen prozentualen Zugewinn von 0,3 Prozentpunkten und blieb mit einem Wahlergebnis von 36,5 % und 46 Mandaten klar die stärkste Fraktion. Die ebenfalls zuvor an der Regierung beteiligte Grün-Alternative Liste (GAL), der Hamburger Landesverband von Bündnis 90/Die Grünen, verlor einen Großteil der Stimmen von 1997. Sie errang 8,6 % der Stimmen und zog mit elf Abgeordneten in die neu gewählte Bürgerschaft ein.
Die Bürgerschaft trat zu ihrer konstituierenden Sitzung am 10. Oktober 2001 zusammen. Nach Aufkündigung der Koalition durch Ole von Beust am 9. Dezember 2003 und seiner Erklärung, er strebe Neuwahlen an, spalteten sich am 18. Dezember sechs Abgeordnete von der Partei Rechtsstaatlicher Offensive ab und traten einer nicht in der Bürgerschaft vertretenen Partei, der Pro Deutsche Mitte – Initiative Pro D-Mark, bei; sie bildeten die Ronald-Schill-Fraktion. Am 30. Dezember 2003 beschloss die Bürgerschaft dann auch formell ihre Auflösung.

### Gesamtergebnis
| Listen                 | Listen                  | Stimmen   | %    | Mandate |
| ---------------------- | ----------------------- | --------- | ---- | ------- |
|                        | SPD                     | 310.362   | 36,5 | 46      |
|                        | CDU                     | 223.015   | 26,2 | 33      |
|                        | Schill                  | 165.421   | 19,4 | 25      |
|                        | Grüne/GAL               | 72.771    | 8,6  | 11      |
|                        | FDP                     | 43.214    | 5,1  | 6       |
|                        | Regenbogen              | 14.247    | 1,7  | –       |
|                        | DVU                     | 6.043     | 0,7  | –       |
|                        | STATT Partei            | 3.506     | 0,4  | –       |
|                        | PDS                     | 3.299     | 0,4  | –       |
|                        | Die Grauen              | 2.091     | 0,2  | –       |
|                        | FamilienPower           | 2.007     | 0,2  | –       |
|                        | Pro DM                  | 1.524     | 0,2  | –       |
|                        | PBC                     | 1.061     | 0,1  | –       |
|                        | REP                     | 566       | 0,1  | –       |
|                        | PLOH                    | 187       | 0,0  | –       |
|                        | FSU                     | 121       | 0,0  | –       |
|                        | Einzelbewerber Senioren | 1.233     | 0,1  | –       |
| Gesamt                 | Gesamt                  | 850.668   | 100  | 121     |
|                        |                         |           |      |         |
| Ungültige Stimmen      | Ungültige Stimmen       | 7.200     | 0,8  |         |
| Wähler                 | Wähler                  | 857.868   | 71,0 |         |
| Wahlberechtigte        | Wahlberechtigte         | 1.207.495 |      |         |
|                        |                         |           |      |         |
| Quelle: Statistik Nord |                         |           |      |         |

### Wahlanalyse
Laut Wahlbeobachtern waren die Gründe für das Wahlergebnis in Hamburg selbst zu suchen. Zwei Blöcke führten einen Lagerwahlkampf: Rot und Grün gegen CDU, Schill-Partei und FDP. Das Programm der späteren Bürgerkoalition war die Ablösung des rot-grünen Senates. In der Stadt gab es eine langfristig wirkende Wechselstimmung. Neben der grundsätzlichen Wechselstimmung beeinflussten auch das Thema Innere Sicherheit und der mangelnde Amtsbonus des wenig beliebten Bürgermeisters Ortwin Runde die Wahl. Die Partei Rechtsstaatlicher Offensive hatte Wähler aus allen gesellschaftlichen Gruppen und Kreisen angezogen und war zu einer „Mini-Volkspartei“ geworden.

## Regierung
Am 31. Oktober 2001 wählte die Bürgerschaft Ole von Beust erstmals zum Ersten Bürgermeister der Freien und Hansestadt Hamburg (siehe auch Senat von Beust I).

## Parlamentarischer Untersuchungsausschuss
Die Hamburgische Bürgerschaft setzte im Mai 2003 einen parlamentarischen Untersuchungsausschuss (PUA) ein: „Transparenz, Rechtmäßigkeit und Sachdienlichkeit von Personalauswahl und Personalentscheidungen“. Untersuchungsgegenstand war im Wesentlichen die von der Opposition heftig kritisierte Personalauswahl und Personalführung des ehemaligen Justizsenators Roger Kusch. Den Vorsitz des Ausschusses führte der Sozialdemokrat Rolf-Dieter Klooß. Der PUA legte seinen Abschlussbericht im Februar 2004 vor.